# One-Thing-At-a-Time O'Day
One-Thing-At-a-Time O'Day è un film muto del 1919 diretto da John Ince. La sceneggiatura di George D. Baker si basa sull'omonimo racconto di William Dudley Pelley pubblicato il 19 maggio 1917 su The Saturday Evening Post.

## Produzione
Il film fu prodotto dalla Metro Pictures Corporation.

## Distribuzione
Il copyright del film, richiesto dalla Metro Pictures Corp., fu registrato il 30 giugno 1919 con il numero LP13931.

Distribuito dalla Metro Pictures Corporation, il film uscì nelle sale statunitensi il 23 giugno 1919. In Canada, venne usato anche un titolo francese, Une chose à la fois.
Non si conoscono copie ancora esistenti della pellicola che viene considerata presumibilmente perduta.